# Lúcio Ragônio Quintiano
Lúcio Ragônio Quintiano (em latim: Lucius Ragonius Quintianus) foi oficial romano do século III, ativo no reinado dos imperadores Diocleciano (r. 284–305) e Maximiano. Em 289, foi cônsul anterior com Marco Mágrio Basso. Lúcio talvez era descendente de Lúcio Ragônio Lúcio f. Pápio Urinácio Lárcio Quintiano e seu filho Lúcio Ragônio Urinácio Tuscênio Quintiano, ambos nativos de Opitérgio, bem como era ancestral de Lúcio Ragônio Venusto e talvez Ragônio Vincêncio Celso.